# Antonio Ángel Díaz
Antonio Ángel Díaz (Montevideo, Uruguay - Buenos Aires, Argentina, 7 de enero de 1989) fue un periodista, empresario, publicitario y cinematografista uruguayo con una larga carrera en Argentina.

## Carrera
Se inició como redactor en Editorial Atlántida desde 1922 hasta 1928, luego pasó a la editorial Publicitario desde 1934 hasta 1939. Fue un innovador en la publicidad en Argentina como titular de la empresa "Díaz Publicidad".
Presidente de la Primera Asociación Nacional de Noticiarios, viajó por diferentes partes del mundo como España, Portugal, Países Latinoamericanos y los Estados Unidos (donde integró la plana directiva del Comité Internacional de Cooperación Intelectual).
En 1938 funda la revista Cine Argentino, que funcionaba entre las calles Florida y Corrientes y que fue la única, hasta ese entonces, en la América Hispana que trataba exclusivamente del Cine, y teniendo una extensa difusión en Argentina y demás países de habla española. Luego también fue titular de Prensa Filmada.
Su fama llegó al fundar en Argentina el primer noticiero que aparece en  toda América Latina al que llamó Sucesos Argentinos, del que fue periodista, propietario y director, que duró desde 1938 hasta 1972, por allí pasaron estrellas como Virginia Luque, Lolita Torres, Eva Duarte y Zully Moreno.Es considerado como el primer noticiario de cine sonoro del continente. Paralelamente también hizo el Noticiero de América (1956-1972) y creó otras revistas como Filmoteca Argentina y la Distribuidora Argentina de Películas.
En 1971 escribió junto con Aldo Tibaudin el libro "El país de los duendes: cuentos, relatos y leyendas".
En 1978, Díaz, vendió cerca de 2000 noticiarios a la SIDE (Servicio de Inteligencia del Estado), por unos 2 millones de dólares. La Fundación Rochester (demócrata), celosa seguidora de la biografía política argentina, adquirió un grueso paquete de sus grabaciones. En el Museo del Cine, de la Ciudad de Buenos Aires, se realiza una sistematización temática, cronológica, sobre una masa de celuloide de unas 3000 latas. El Archivo General de la Nación dispone de unos 900 tambores con reportajes y notas. Y varios de sus antiguos trabajadores también poseen pequeñas colecciones privadas de rollos.